# 赵美心

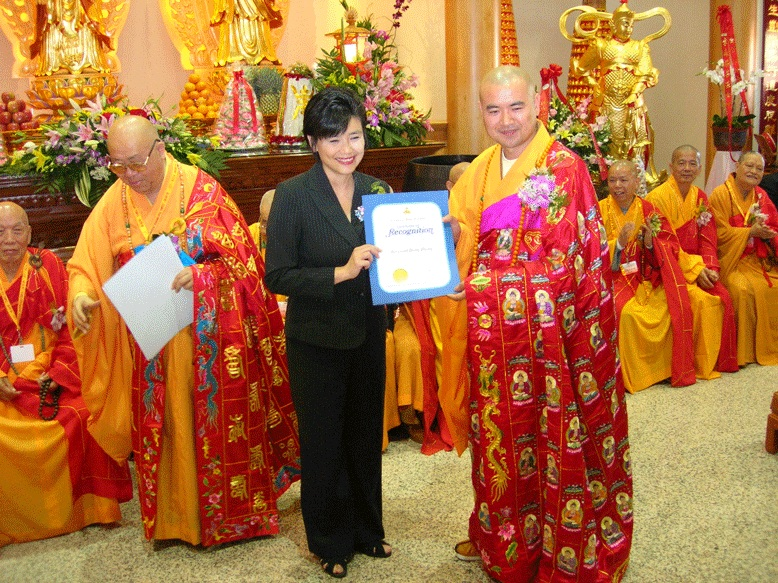
赵美心及加州法印寺住持宏正法師

赵美心（英語：Judy May Chu，直譯為茱蒂·梅·赵；1953年7月7日—）是一位出身加利福尼亚州的美国政治人物，祖籍為廣東新會，現任联邦众议员，代表民主党在加州第32選區当选，成为历史上第一位华裔女性聯邦众议员。

## 履历
赵美心在美国加州出生，祖籍广东省新会古井镇霞路村，父親是加州出生的華裔，母親是广东省江門市人。趙美心年輕時參加過海外青年暑期返國研習團（俗稱「美加營」或「愛之船」）。她拥有洛杉矶加利福尼亚大学数学学士和加州专业心理大学心理学博士学位，专业是大学教师，曾在洛杉磯社區學院區任教20年；惟因廿多年前华人聚居的蒙特利公园市发生「独尊英语」（English only）的风波，經由她出面与主流社群协调而开始她的从政生涯，后来成为民选官员，一路从学区的教育委员、蒙市市议员、加州州众议员、直到加州平稅局委员。

## 家族
赵美心的丈夫伍国庆曾任加州州众议员，現任加州失業保險上訴委員會成員。而她的远房堂嫂是加州共和党員蒙特利公园市前任市长赵谭美生（Betty Tom Chu）。外甥廖梓源曾任美国海军陆战队准下士，在阿富汗服役期间站哨时打瞌睡，遭同袍肢体凌虐达3个半小时，不堪羞辱而于2011年4月3日持枪自杀身亡。赵美心称其外甥为一名爱国的士兵，并表示须将加害者绳之以法。
趙美心是新會區  古井鎮霞路村的村民，她的家族是宋朝太宗皇帝的後裔，因此霞路村也被稱為「皇族村」。趙美心的祖父是趙仕北，曾任中華民國臨時參議院參謀長，家族中還有許多在各領域卓有建樹的專家和學者‌。
趙美心在2009年當選為美國國會眾議員，成為美國史上首位華裔女性國會眾議員。 2011年9月，她回到新會區古井鎮霞路村尋根，受到了鄉親們的熱烈歡迎‌。她的家族歷史和成就不僅在當地有著深遠的影響，也在國際上引起了廣泛的關注。